# Emile Zuckerkandl
Emile Zuckerkandl (ur. 4 lipca 1922 w Wiedniu, zm. 9 listopada 2013 w Palo Alto) – biolog pochodzenia żydowskiego urodzony w Austrii, pracujący w Stanach Zjednoczonych i we Francji, jeden z twórców biologii ewolucyjnej – współautor koncepcji zegara molekularnego, opublikowanej w roku 1962 wraz z Linusem Paulingiem.

## Życiorys
Jego babką była Berta Zuckerkandl-Szeps, szwagierka Georges'a Clemenceau, austriacka pisarka, w której wiedeńskim salonie bywało wielu wybitnych przedstawicieli świata sztuki i polityki. Do albumu wnuka pisarki wpisali się m.in. Peter Altenberg, Alfred Polgar, Arthur Schnitzler, Stefan Zweig, Felix Salten, Rainer Maria Rilke, Jean Anouilh, André Gide, Romain Rolland. Dziadek – Emil Zuckerkandl – był znanym anatomem (pierwszy opisał ciałka przyzwojowe aorty – narząd Zuckerkandla). Po wcieleniu Austrii do III Rzeszy rodzina była zmuszona do ucieczki. Emile Zuckerkandl z matką i babką znalazł się we Francji, dokąd już wcześniej wyjechał jego ojciec (z Francją łączyły rodzinę więzi małżeńskie). Po upadku Francji wszyscy przedostali się do Algierii; przebywali tam do końca wojny (1940–1945).
Młody E. Zuckerkandl był zainteresowany medycyną oraz – stwierdził, że w większym stopniu – biologią. Studia biologiczne, rozpoczęte w Algierii, utrudniała antysemicka polityka rządu Vichy. Pobierał lekcje gry na fortepianie u nauczyciela, który bardzo wysoko oceniał jego zdolności muzyczne.
Po zakończeniu wojny i krótkim pobycie na Sorbonie E. Zuckerkandl wyjechał do Stanów Zjednoczonych, gdzie studiował fizjologię na University of Illinois. W kolejnych latach studiował biochemię we Francji i prowadził badania we francuskim Marine Laboratory oraz w Marine Biological Laboratory w Woods Hole. Otrzymał dyplom MA w roku 1947 (University of Illinois; promotor: Clifford Ladd Prosser), specjalista w dziedzinie fizjologii porównawczej. Pracę doktorską wykonywał w dziedzinie biochemii (Sorbona, 1958, promotor: Claude Fromageot). Już przed obroną pracy podjął poszukiwania możliwości prowadzenia dalszych badań, dotyczących zmian aktywności enzymatycznej hemocyanin pod wpływem zmian konformacji w pobliżu atomów miedzi. Doprowadził do spotkania z Linusem Paulingiem, któremu przedstawił swój program. 

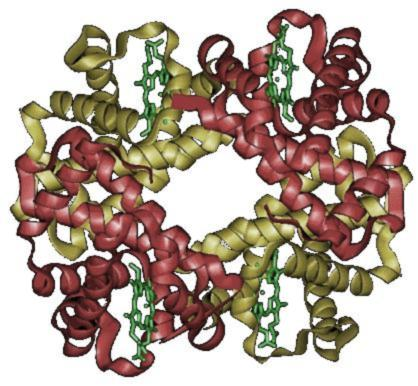
Wstęgowy model cząsteczki hemoglobiny – konformacja łańcuchów peptydowych (nie pokazano bocznych grup aminokwasów; kolor zielony – cząsteczka hemu)

„Drzewo życia” oparte na DNA całkowicie zsekwencjonowanych genomów (kolor czerwony – eukarionty, zielony – archeony, niebieski – bakterie)

Po doktoracie otrzymał od Paulinga propozycję pracy na stypendium podoktoranckim w Caltech, jednak w innym kierunku (początkowo nie był z tego zadowolony). W Pasadenie poznał techniki badań biochemicznych, umożliwiające porównanie budowy cząsteczek hemoglobiny wielu naczelnych oraz innych taksonów. Porównując sekwencje aminokwasów w tych białkach potwierdzono, że liczba różnic między nimi może być bezpośrednio związana z przebiegiem procesu ewolucji. Sformułowana wkrótce – wspólnie z Paulingiem – hipoteza „zegara molekularnego”, została opisana w roku 1961 i opublikowana w roku 1962.
Jest uznawana za „jedno z najistotniejszych odkryć w ewolucji molekularnej” i „jeden z najprostszych i najpotężniejszych pomysłów w dziedzinie ewolucji”.
W roku 1965 Emile Zuckerkandl wrócił do Francji, gdzie objął stanowisko dyrektora ds. nauki w Centre national de la recherche scientifique i założył Research Center of Macromolecular Biology, którym kierował przez 10 lat. W latach 70. ponownie wyjechał do Stanów Zjednoczonych. Został prezesem Linus Pauling Institute, a od roku 1992 w Institute for Molecular Medicine. 
W roku 1971 założył Journal of Molecular Evolution przez wiele lat był redaktorem naczelnym tego wydawnictwa.
Mieszkał z żoną w Palo Alto. Zmarł tamże 9 listopada 2013.

## Publikacje (wybór)
Wybór według Caltech Library Servis:

- 1965 – Evolutionary divergence and convergence in proteins (wsp. L. Pauling)[9],
- 1965 – Molecules as documents of evolutionary history (wsp. L. Pauling)[10],
- 1971 – Mutational trends and random processes in the evolution of informational macromolecules (wsp. J. Derancourt J., H. Vogel)[11],
- 1972 – Some aspects of protein evolution,
- 1975 – The appearance of new structures and functions in proteins during evolution,
- 1976 – Evolutionary processes and evolutionary noise at the molecular level. I. Functional density in proteins,
- 1976 – Evolutionary processes and evolutionary noise at the molecular level. II. A selectionist model for random fixations in proteins,
- 1978 – Multilocus enzymes, gene regulation, and genetic sufficiency,
- 1978 – Molecular evolution as a pathway to man,
- 1986 – Polite DNA: functional density and functional compatibility in genomes,
- 1987 – On the molecular evolutionary clock,
- 1990 – Random walking. Can large insertions and deletions between genes affect development?,
- 1992 – Revisiting junk DNA,
- 1992 – Revisiting junk DNA,
- 1993 – Can flies stand in for humans?,
- 1995 – Tracking heterochromatin (wsp. W. Hennig),
- 1995 – Junk DNA and sectorial gene repression,
- 1997 – Neutral and Nonneutral Mutations: The Creative Mix-Evolution of Complexity in Gene Interaction Systems,
- 1998 – The journal and its field: a case of co-evolution,
- 1999 – Sectorial gene repression in the control of development,
- 2000 – Social constructionism, a lost cause.